# ديل بيلمز
ديل‌ بيلمز هي قرية في مقاطعة كليبر، إيران. عدد سكان هذه القرية هو 839 في سنة 2006.